# 交響詩篇エウレカセブン ハイエボリューション
交響詩篇エウレカセブン ハイエボリューション（こうきょうしへんエウレカセブン ハイエボリューション、英題：EUREKA SEVEN Hi-Evolution）は、ボンズ制作による日本のアニメーション映画。2005年から2006年にかけて放送されたテレビアニメ『交響詩篇エウレカセブン』のリブート作品であり、三部作構成で上映される。
- 第1部『交響詩篇エウレカセブン ハイエボリューション1』 - 2017年9月16日公開[6]。
- 第2部『ANEMONE/交響詩篇エウレカセブン ハイエボリューション[注 1]』 - 2018年11月10日公開[7]。
- 第3部『EUREKA/交響詩篇エウレカセブン ハイエボリューション[注 1]』 - 2021年11月26日公開[8][9][10]。

## 概要
テレビアニメ『交響詩篇エウレカセブン』の映画化プロジェクトとしては、2009年に公開された『交響詩篇エウレカセブン ポケットが虹でいっぱい』に続く2作目となる。今回は3部作として2017年から2019年にかけて毎年1作品ずつ公開される予定だったが、完結編の第3部は2021年公開予定に延期された。配給は『ポケットが虹でいっぱい』の東京テアトルから博報堂DYミュージック&ピクチャーズ（ショウゲート名義）に変更された。前作は劇場6館封切という小規模公開だったが、『ハイエボリューション1』は全国100スクリーン以上での上映に加えて全世界での展開も行う。
各作品ではレントン、アネモネ、エウレカという主要キャラクターたちが物語の中心的存在となる。テレビアニメで描かれなかった最大の大災害にあたる「サマー・オブ・ラブ」を基点に、設定の変更や新キャラクターの登場を交え、テレビアニメ・ゲーム・漫画などのエウレカセブンシリーズを包括した、単なる再構築ではない新たな物語として描いている。
制作作業は新設されたボンズEスタジオで行われ、京田知己（監督）、佐藤大（脚本）、吉田健一（キャラクターデザイン）というテレビアニメのメインスタッフ3名が再び顔を揃えた。

## 作品解説

### 交響詩篇エウレカセブン ハイエボリューション1
「ハイエボリューション」第1部として2017年9月16日より公開。上映時間93分。キャッチコピーは「あの時のこと、あの子のこと…俺が見つけた大切なもの」。
作品冒頭の25分は「サマー・オブ・ラブ」で繰り広げられた人類対スカブコーラルの激戦を新規作画のバトルアクションで描出。後半はテレビアニメの映像を加工・流用し、「レントンの回想」という形でビームス夫妻との交流エピソードを中心に構成している。スクリーン上に目で追いきれないほどの大量の文字情報を投影し、回想シーンの時系列を「PLAY FORWARD（早送り）」「PLAY BACK（巻き戻し）」でシャッフルするという演出方法が採られている。
音楽では、テレビアニメで度々サブタイトルとして引用された「アクペリエンス」の原曲を作ったドイツのテクノユニットHardfloorが、新曲「Acperience 7（アクペリエンス 7）」を提供する。
キャストは概ねテレビアニメ版と同一だが、ホランド役は前年より休業中の藤原啓治に代わり森川智之が担当、三賢人の一人であるクゼミ役の大木民夫も同じく休業中だったため岩崎ひろしが担当し、ウーノ役は鈴木勝美から竹田雅則へと声優が変更されている。また、レントンの父・アドロックに初めて声が付き、古谷徹が担当する。レントンの祖父アクセル・サーストンの登場は、テレビアニメ版で担当声優だった青野武の死去に伴い見送られている。

### ANEMONE/交響詩篇エウレカセブン ハイエボリューション
「ハイエボリューション」第2部として2018年11月10日より公開。上映時間95分。キャッチコピーは「世界か、愛する人か―ひとりぼっちの少女たちの、究極の選択」。
第2部は題名にも記載されたとおり「アネモネ」を主人公とし、第1部とは別の世界の東京を舞台とする。本作では「エウレカセブン」とは突如この世界に現れ、数十億人の人類を死せしめた「エウレカ」と呼ばれる存在のうち“7番目のエウレカ”と定義され、アネモネがその中で“エウレカ”と呼ばれる少女と出会うことがきっかけとなり、ハイエボリューションシリーズの「真なる世界」への扉が開くという。
キャストのうち、デューイ役については当初テレビシリーズ版と同様に辻谷耕史が配役されていたが、2018年10月に急逝。この訃報の後、テレビシリーズ版でホランドを演じた藤原啓治にキャストを交替する事が発表された。藤原は『交響詩篇エウレカセブン』でホランド、続編の『エウレカセブンAO』でレントン、本作でデューイと3役を演じることになった。
また、本作では画面のサイズがレターボックス式となっている。

### EUREKA/交響詩篇エウレカセブン ハイエボリューション
「ハイエボリューション」第3部として2021年11月26日公開。当初は初夏公開予定だったが、新型コロナウイルス感染症 (COVID-19) の流行が制作スケジュールに影響したため、秋公開予定に変更された。キャッチコピーは「少女の終わり。少女の始まり。」。
第3部ではスカブコーラルの崩壊で普通の人間になったエウレカが主人公となる。『ANEMONE』のラストでふたつの世界が融合してから10年後、大人になったエウレカが、かつての自分と同じ能力を持つ少女アイリスを警護しながら、世界を守るため戦っていく。
キャラクターデザインは吉田健一のデザインを原案として奥村正志が担当。大河原邦男が機動兵器「ウルスラグナ」「オデッセイ」のメカニカルデザインを担当する。脚本は佐藤大が降板し野村祐一が監督の京田と共同で担当。
キャストのうち、デューイ役は辻谷耕史から引き継いだ藤原啓治も2020年に他界しており、新たに山寺宏一が担当することになった。ホランド役は第1部と同じく森川智之が演じる。ゲーム・漫画作品の登場キャラクターだったサムナ（声：下野紘）とルリ（声：豊口めぐみ）もキャスティングされている。

## あらすじ

### 『ハイエボリューション1』のあらすじ
2305年、地球全土を覆う情報生命体スカブコーラルに対し、公共福祉査察軍は「ネクロシス作戦」を決行する。スカブの中枢部ウッドストックへ決戦弾頭シルバーボックスを撃ち込み、その音響攻撃によってスカブを殲滅する計画であったが、立案者のアドロック・サーストン大佐は間違いを認め、人型コーラリアンのエウレカを連れ、KLFオリジネート・ゼロに乗って脱走する。
おびただしい犠牲とともに作戦は成功に近づいたが、シルバーボックスの暴走により、地上はマルチプライズの衝撃波に呑み込まれ、人類滅亡の危機が迫る。アドロックは弟子のホランド・ノヴァクにエウレカを託すとシルバーボックスへ突入し、マルチプライズを食い止め消滅する。この厄災はのちに「サマー・オブ・ラブ」と呼ばれ、アドロックは地球を救った英雄と讃えられることになった。
それから10年後、アドロックの遺児レントンは父の部下だったビームス夫妻の養子となり、14歳の思春期を迎えていた。片田舎で退屈な日々を送っていたレントンの前に、白いKLFニルヴァーシュに乗るエウレカが現れる。彼女に一目惚れしたレントンは、ホランド率いるファシリティガードに参加するが、エウレカが人間ならざる存在だと知って動揺し、ホランドとも衝突する。ファシリティガードを飛び出したレントンはビームス夫妻と再会し、ぎこちなくも家族の温もりを味わう。また、少数宗教ヴォダラクの少女の死に接し、自分がとる行動の責任を思い知る。そして、ビームス夫妻が軍の依頼でエウレカの抹殺任務を受けていることを知り、ふたりに別れを告げ、エウレカのもとへ戻ろうと荒野を駆けていく。

### 『ANEMONE』のあらすじ
14年前に現れたスカブ（かさぶた）状の物体「エウレカ」は世界各地で増殖し、東京湾岸を覆う7番目のエウレカは「エウレカセブン」と呼ばれていた。物理攻撃の効かないエウレカに対し、国連の戦略部隊アシッド (ASSID) はダイブシステムで隊員の精神をエウレカ内部へ送り込み、反抗手段を探ろうとした。7年前、アシッド日本支部の石井賢一尉はエウレカセブンの中心部に発信装置をセットしたが、部隊や実験施設もろとも消滅し、この「風の塔事件」は公的に封印された。
2028年、石井一尉のひとり娘石井・風花・アネモネもアシッド隊員となり、エウレカセブンへダイブして、シグナルの発信地点を目指す。ダイブの度に現れるニルヴァーシュを撃破すると、エウレカセブンの一部が消滅し、アネモネは人類の希望の光となる。エウレカセブンの正体について、アシッドが拘束している謎の男デューイ・ノヴァクは「偽りの神が造っては破壊したゴミの山」と語る。
最終決戦のダイブで、アネモネはニルヴァーシュに乗る少女エウレカから、協力すれば父親を生き返らせてあげると誘惑される。苦悩するアネモネを救ったのは、父が愛娘のために遺したAIの守護者ドミニクであった。ふたりはガリバー・ジ・エンドに乗り、エウレカセブンの中心核へ突入する。
アネモネとの対話でエウレカは嘆く。”あちらの世界”ではエウレカがシルバーボックスと接触した際、レントンが巻き添えで死んでしまった。シルバーボックスの力を使って繰り返し世界の再生を試みたが、いつもレントンは途中で死んでしまうと。その夢の残骸が、スカブとなって”こちらの世界”へ現れたのだった。アネモネは絶望するエウレカを励まし、ともに呪いに立ち向かおうと、エウレカの手を引いて脱出する。エウレカセブンの崩壊により世界の境界が解かれると、巨大な卵からニルヴァーシュZが出現し、どこかの惑星からレントンが「必ず戻るから！」とエウレカに呼び掛けていた。

## 登場人物

### 主要人物
レントン・サーストン
声 - 三瓶由布子
ハイエボリューション1
14歳。身長158cm。体重47kg。サマー・オブ・ラブの英雄アドロックの息子。戦後孤児となるも、チャールズとレイに養子として引き取られ「レントン・ビームス」として故郷ベルフォレストで育つ。養父母にはどこか遠慮しており心開けないでおり、また実父が英雄と呼ばれることにコンプレックスを感じている。全寮制の軍学校に進学していたが、偶然実家に戻った際にニルヴァーシュとともに落ちてきたエウレカと出会い一目惚れする。養父母には行き先も告げずに家出のような形で、彼女の所属するファシリティガード「月光号」に乗り込む。月光号のリーダーホランドには憧れを抱いていたが、一方でエウレカの身を案ずるあまり対立する。またエウレカがシルバーボックスに接触することで発生したアクペリエンスと呼ばれる現象に巻き込まれ、エウレカがコーラリアンと呼ばれる人ではない存在であることを知りショックを受ける。結果として「月光号」も再び飛び出してしまい、放浪生活をしていたところで心配して探しにきていたチャールズとレイに再会する。ようやく家族として打ち解けることができたが、一方でチャールズとレイが極秘に軍の依頼でコーラリアンであるエウレカ殺害任務に参加しており、その決行が迫っていることを知らされる。ショックをうけながらもレントンはチャールズとレイに見送られながら、エウレカを助けるために再び家を出る。
ANEMONE
エウレカの回想で、アクペリエンスの際にエウレカの右手が暴走した際に押しつぶされ死亡したと語られ、その後エウレカがシルバーボックスの力を利用して繰り返す世界でも、アネモネの攻撃からエウレカを庇い死亡するなどしており、エウレカが絶望する要因となる。しかし一連の騒動の後に、どこか別の世界において生きていることが確認された。
エウレカ
声 - 名塚佳織
人型コーラリアン（通称エウレカ）として、サマー・オブ・ラブでアドロックと共に反乱に加わる。戦後、ホランドの保護下にいたが、レントンと共にシルバーボックスに接触したことでアクペリエンスを体験し、分解症状を起こしてしまう。レントンを死なせてしまったと思っていた彼女はシルバーボックスの力を利用し世界をやり直し、なんとかレントンが死なない可能性を模索し続けるが失敗を重ねる。その度に発生した新たな世界が『ANEMONE』の世界に領域「エウレカ」として発生している。アネモネらの妨害により失敗を繰り返すうちに怒りを募らせ、時にはアネモネを弄ぶかのような行動すらとり、最終的には絶望して自らの殺害を依頼するが、エウレカの本心に共感したアネモネの説得により生きることを選択し『ANEMONE』の世界にて受肉を果たす。
『EUREKA』では、スカブコーラルの崩壊による『ハイエボリューション1』の世界と『ANEMONE』の世界の融合によって普通の人間となってしまい、「エウレカ・サーストン」と名乗るようになる。『ANEMONE』までの数々の事件を引き起こした元凶として、グリーンアースの人間から最優先抹殺対象とされている。
石井・風花・アネモネ（いしい・ふうか・アネモネ）
声 - 小清水亜美 / 玉野るな（幼少期）
『ANEMONE』の世界の日本に暮らす少女。父親は「石井賢」（声 - 内田夕夜）で、母親は劇中には登場しないが日本とは別の国の出身で物心つく以前に死別しているらしいことが語られている。「風花」と「アネモネ」はそれぞれ両親の国の言葉で同じ花の名前が由来とされている。父子家庭で育つが、幼い頃に最愛の父もまた「エウレカセブン」へのダイブによる攻撃作戦に参加し帰らぬ人となり、そのまま父が所属していた機関「アシッド」に引き取られて育つ。その7年後、彼女もまたアシッドの特殊潜入部隊「IAG303」メンバーとして「エウレカセブン」にダイブすることとなる。
ドミニク
声 - 山崎樹範
アネモネが幼いころ彼女のスマホに父親がインストールした当時開発中だったAIアプリ・ドミニク（アネモネのスマホに入っているバージョンは子供向けのものでSDキャラのようにデフォルメされている）として登場。AIコンシェルジュとして日常生活やアシッドの作戦遂行時にも様々なサポートをする他、アネモネのスマホにインストールされたものは保護者のスマホのAIドミニクと同期することで子供見守りアプリとしても機能するよう設計されている。またエウレカセブン内部で、アネモネの傍にいつも現われ助ける謎の青年・ドミニク（身なりはテレビシリーズのドミニク・ソレルとほとんど変わらない）としても登場する。当初アネモネのスマホのAIドミニクが実体化したものかと思われていたが、実は7年前に石井賢と共に消失したと思われていた彼をサポートしていたAIドミニクだったことが後に発覚する。こちらは作戦遂行のためのAIエージェントでもあり、AI爆弾としてエウレカに対する攻撃能力も付加されていた。石井賢の願いを受け、アネモネを導き助ける。一連の騒動後デューイと同じく受肉に成功し現実世界に青年の姿で存在できるようになる。
アイリス・マッケンジー
声 - 遠藤璃菜
大融合後の世界で発見されたかつてのエウレカと同じ能力を持った少女。

### その他の人物
アドロック・サーストン
声 - 古谷徹
35歳。公共福祉査察軍生化学即応軍所属。ネクロシス作戦を立案するも、その考えは間違いだと気づきエウレカを伴い造反するも、シルバーボックスの暴走を止めるために犠牲となる。戦後、その反乱は伏せられ「サマー・オブ・ラブ」英雄として知られるようになる。
ホランド・ノヴァク
声 - 森川智之
29歳。サマー・オブ・ラブでは兄デューイと共に機動航空軍のエースパイロット。アドロックを師匠と呼び慕っていた。戦後、ファシリティ・ガードへ移籍する。
タルホ・ユーキ
声 - 根谷美智子
26歳。公共福祉査察軍機動航空軍少尉。戦後、ファシリティ・ガードへ移籍する。
ミーシャ
声 - 沢海陽子
『ANEMONE』では「ミーシャ・ストラヴィンスカヤ」というフルネームが与えられている。アネモネが所属する特殊潜入部隊「IAG303」隊長で、彼女を「エウレカセブン」へとダイブさせるミッションの指揮を執る。
デューイ・ノヴァク
声 - 辻谷耕史（ハイエボリューション1） / 藤原啓治（ANEMONE）  / 山寺宏一（EUREKA） / 大川透（パチスロエウレカセブン3）
ホランドと共に機動航空軍のエースとしてネクロシス作戦に参加、爆心地唯一の生存者となる。『ANEMONE』では「エウレカセブン」付近で発見され、何らかの関わりがあると嫌疑されてアシッドに拘束された男性。衰弱しきったボロボロの姿は、まるで老人のようである。膝の先から足が消えかかっており常時車椅子に座っている。アネモネに予言じみた独白を語る。
そして一連の騒動の後、『ANEMONE』側の世界において受肉に成功し何らかの行動を起こそうとする
チャールズ・ビームス
声 - 小杉十郎太
35歳。統合威力接敵軍所属。戦後、民間軍事企業スターリング・ソリューション・サービスに出向し、レントンの養父となる。
レイ・ビームス / レイ・ノートン（旧姓）
声 - 久川綾
32歳。統合威力接敵軍所属。ネクロシス作戦で負傷し内臓の一部は義体。戦後、民間軍事企業スターリング・ソリューション・サービスに出向し、レントンの養母となる。
石井 賢（いしい けん）
声 - 内田夕夜
『ANEMONE』登場。アネモネの父親。AI研究の第一人者。7年前に「IAG305」の隊長として自ら立案した「エウレカセブン」へのAI爆弾による攻撃作戦に参加するが反撃に遭い作戦は失敗。発生した「マルチプライズ」に飲み込まれ死亡する。この際多大な被害が生じたため日本政府は彼の存在を秘匿しており、遺族のアネモネもその最期の詳細は知らされていない。
ソニア・ワカバヤシ
声 - 山口由里子
アシッドの特殊潜入部隊「IAG303」メンバー。ミーシャの作戦遂行を支える。
グレッグ・ベア・イーガン
声 - 銀河万丈
アシッドのリーダー的存在。国連生存圏防護事務局の理事職にも就いている。
バンクス
声 - 三木眞一郎
『ANEMONE』登場。IAG305の天才エンジニア。アメリカ国籍の黒人男性。
モリタ
声 - 小野健一
オリジナルエピソードに登場。アドロック・サーストンと共にコーラリアン内部に突入した一人。

## 登場メカニック

### 『ハイエボリューション1』のメカ
ΑΩ級0系統（通称 オリジネート・ゼロ）
最重要秘匿KLF。「発掘人型機動兵器N型」の旧式にあたる。搭乗者はアドロックとエウレカ。
発掘人型機動兵器N型（通称 ニルヴァーシュ）
サマー・オブ・ラブ爆心地で発掘。レントンとエウレカが乗ることになる。
CR-78
統合威力接敵軍KLF。カラーリングはB型装備のチャールズ機が青、C型装備のレイ機が赤。武装はチャールズ機がアサルトパルスカノン、レイ機がパルスマシンカノンを持つ。
TB-303
機動航空軍のトップガンの乗るKLF。シルバーの初号機はデューイ、ゴールドの2号機はホランドが搭乗。
SH-101
チャールズのKLF。ボードを使用しない。
DA-20（通称 ドンカマティック）
上部を各種武装へと換装可能な装脚機動兵器。6連装地対空ミサイル装備型のMark.2、2連装対空機関砲装備型のMark.4のほかに、砲撃仕様の2式や誘導弾搭載型の3式などのタイプが存在する。

### 『ANEMONE』のメカ
ニルヴァーシュX
ANEMONEの世界において領域エウレカセブンを攻撃すると出現する正体不明の人型の存在。1246秒で姿を消すが、ANEMONEの世界の兵器では太刀打ちできないほどの戦闘力を持つ。設定上は6体まで分離できるとされている。これ以前に出現したニルヴァーシュは人型ではなかったことが示唆されており、段階的な進化を遂げて現在の形状に至ったと推測される。
ガリバー・ジ・エンド
ANEMONEの世界の絵本に登場する人気マスコットキャラクター・ガリバーと領域エウレカセブン内のアバター、ジ・エンドが融合したような姿の謎のロボット。助けを求めるアネモネの前にゲートを通じANEMONEの世界へと現れたドミニクが、同じくゲートを通じて領域エウレカセブン内より、アネモネの願いを実体化して呼び出した存在。操縦はジ・エンドと同様に意思で自在に操作することができ、アネモネを望む場所へと連れて行ってくれる。
発掘人型機動兵器N型 / 発掘人型機動兵器N型spec2
領域エウレカセブン内にダイブしたアネモネが度々敵対することになる謎のロボット。
ニルヴァーシュZ
一連の騒動のあとANEMONEの世界に現れた繭の中から登場する新たなニルヴァーシュ。エウレカと邂逅した際には胸部の大型コンパクドライブ様のユニットに何らかのメッセージのように「EUREKA」の文字が浮かび上がる。それを見たエウレカはどこかでレントンが生きていることを直感し歓喜する。
『EUREKA』でも引き続き登場する。
ニルヴァーシュ type the END
アネモネが領域エウレカセブン内ダイブ中にドミニクと共に乗り込む黒いロボット型のアバター。これを操縦している間（ダイブ中）は性格が豹変したようになるが、それはエウレカの記憶の断片を追体験しているからであった。
Mode1500 ゲオルギオス
IAG305メンバーが風の塔に突入するために使用する装甲車。

### 『EUREKA』のメカ
ラプレス
ニルヴァーシュXを統合政府軍が回収し、改良した機体。
SCT-A7A ウルスラグナ

SCT-J7G ウルスラグナ統合歩兵型

SCT-S7E ウルスラグナ支援電子戦型

オデッセイ

## 用語

### 『ハイエボリューション1』の用語
決戦弾頭シルバーボックス
スカブコーラル壊滅のために投入されたネクロシス作戦の決戦音楽兵器。
ネクロシス作戦
施設局
公共福祉査察軍
ファシリティ・ガード
ホランドたちが所属する組織。
社会保障協議会（カウンシル）
社会保障協議会警備局（ピューロ）
アクペリエンス
エウレカがシルバーボックスに触れたことにより真の力が覚醒した状態。しかしレントンが取り込まれて生死不明となる。

### 『ANEMONE』の用語
アシッド（UN ASSID）
国際生存権防護事務局所属対戦略歩兵師団。現在では極東管区第7強襲心理打撃群（FERPAG7）のみが稼働。
IAG305
アネモネが所属するFERPAG7の特殊潜入部隊。
エウレカセブン
ANEMONEの世界の各地に突如出現し人類を脅かす謎の領域、エウレカの7番目。東京に発生し、23区を覆い尽くす程に広がっている。エウレカとは、ハイエボリューションIの世界におけるスカブコーラルに該当する存在。エリュトロンという赤い毒素を放出することで人を死に至らしめてしまうため、エウレカが発生した地域は人類の生存が出来ない土地になってしまう。さらに攻撃すると1246秒にわたりニルヴァーシュと呼ばれる存在を発生させ圧倒的な力で報復するため、物理的な攻撃での排除は困難とされている。一見すると巨大な珊瑚礁や有機生命の集合体のような外見だが、内部には未知の情報空間が広がっており、AIや人間の精神もダイブシステムによって情報化し伝送することで存在できる。そのため内部へ送り込んだエージェントによる攻撃が唯一の有効な攻撃方法とされている。
風の塔
東京にあるダイブルームがある研究施設。
スーパー6
アネモネ以前にアシッドの作戦でエウレカにダイブしていた少女たち。一定の戦果を上げたものの、最終的には全員が未帰還。デューイによると、彼女らの精神はエウレカの内部世界を彷徨っていることが示唆されていた。エウレカセブン崩壊と共にニルヴァーシュXの残骸から排出されるような形で受肉し元の世界に戻る。

### 『EUREKA』の用語
大融合
本作の10年前（『ANEMONE』の終盤）に起こったスカブコーラルの崩壊による、ANEMONEの世界とハイエボリューション1の世界が融合した事件。
グリーンアース
ANEMONEの世界にとって架空の世界となるハイエボリューション1の世界の住人を指す。
ブルーアース
ANEMONEの世界の住人を指す。
A.C.I.D.

## スタッフ
|                          | ハイエボリューション1                                                                              | ANEMONE | EUREKA                                                                                           |
| ------------------------ | -------------------------------------------------------------------------------------------------- | --- | ------------------------------------------------------------------------------------------------ |
| 原作                     | BONES                                                                                              | BONES | BONES                                                                                            |
| 監督                     | 京田知己（総監督） 清水久敏                                                                        | 京田知己 | 京田知己                                                                                         |
| 脚本                     | 佐藤大                                                                                             | 佐藤大 | 野村祐一 京田知己                                                                                |
| 絵コンテ                 | 京田知己 村木靖 清水久敏 コヤマシゲト                                                              | 京田知己 村木靖                                                                                               |                                                                                                  |
| キャラクターデザイン     | 吉田健一                                                                                           | 吉田健一 藤田しげる 倉島亜由美                                                                                | 吉田健一（原案） 奥村正志                                                                        |
| メインメカニックデザイン | 河森正治                                                                                           | 河森正治 | 河森正治                                                                                         |
| コンセプチャルデザイン   | 宮武一貴                                                                                           | 宮武一貴 | 宮武一貴                                                                                         |
| メカニックデザイン       | | | 大河原邦男 出渕裕 玉盛順一朗                                                                     |
| デザインワークス         | 武半慎吾 齋藤将嗣 出渕裕 コヤマシゲト 柳瀬敬之 中田栄治                                            | 武半慎吾 永井一男 出渕裕 齋藤将嗣 中田栄治 草彅琢仁 片貝文洋 平澤晃弘 上津康義 柳瀬敬之 コヤマシゲト 横屋健太 | メインデザイン 上津康義 佐山善則 山根公利 柳瀬敬之 齋藤将嗣 片貝文洋 武半慎吾 銃器設定 金子秀一  |
| モニターデザイン         | 佐山善則                                                                                           | 佐山善則 |                                                                                                  |
| 特技監督                 | 村木靖                                                                                             | 村木靖 | 村木靖                                                                                           |
| キャラクター作画監督     | 藤田しげる 倉島亜由美 川元利浩 小森高博 堀川耕一 菅野宏紀 長谷部敦志 服部聰志                      | 藤田しげる 倉島亜由美 川元利浩 小森高博 堀川耕一 菅野宏紀 長谷部敦志 服部聰志                                 | 奥村正志（作画監督）                                                                             |
| メカニック作画監督       | 阿部慎吾                                                                                           | 横屋健太 | 横屋健太                                                                                         |
| メインアニメーター       | 柿田英樹 金子秀一 大塚健 長野伸明 横屋健太 工藤糸織                                                | 柿田英樹 金子秀一 大塚健 長野伸明 阿部慎吾                                                                    | 柿田英樹 大塚健 阿部慎吾 長野伸明                                                                |
| 動画監督                 | 岩長幸一                                                                                           | 岩長幸一 |                                                                                                  |
| SF設定考証               | 森田繁（スタジオぬえ）                                                                             | 森田繁（スタジオぬえ）                                                                                        |                                                                                                  |
| 美術監督                 | 永井一男 本庄雄志（補佐）                                                                          | 永井一男 本庄雄志                                                                                             | 永井一男 本庄雄志                                                                                |
| 色彩設計・色指定         | 水田信子                                                                                           | 水田信子 | 水田信子                                                                                         |
| 編集                     | 坂本久美子                                                                                         | 坂本久美子 | 坂本久美子                                                                                       |
| 撮影監督                 | 木村俊也                                                                                           | 木村俊也 | 木村俊也                                                                                         |
| 3DCG制作                 | グラフィニカ 武右ェ門                                                                              | グラフィニカ                                                                                                  | studio daisy directrain Studio GOONEYS                                                           |
| 3D監督                   | 宮風慎一 中島智成                                                                                  | 篠原章郎 |                                                                                                  |
| 音響監督                 | 若林和弘                                                                                           | 若林和弘 | 若林和弘                                                                                         |
| 音楽                     | 佐藤直紀                                                                                           | 佐藤直紀 | 佐藤直紀                                                                                         |
| プロデューサー           | 渡辺マコト 岩波明日香 前田俊博 冨田功一郎 西川和良                                                 | 渡辺マコト 岩波明日香 前田俊博 宮崎薫 亀井博司                                                                |                                                                                                  |
| アニメーション制作       | ボンズ                                                                                             | ボンズ | ボンズ                                                                                           |
| 製作                     | バンダイビジュアル バンダイナムコエンターテインメント 博報堂DYミュージック&ピクチャーズ ボンズ MBS | バンダイナムコアーツ バンダイナムコエンターテインメント 博報堂DYミュージック&ピクチャーズ ボンズ MBS          | バンダイナムコアーツ バンダイナムコセブンズ 博報堂DYミュージック＆ピクチャーズ ボンズ サミー MBS |
| 配給                     | ショウゲート                                                                                       | ショウゲート                                                                                                  | ショウゲート                                                                                     |

## 使用曲

### 主題歌
交響詩篇エウレカセブン ハイエボリューション1
Glory Days
歌 - 尾崎裕哉

ANEMONE/交響詩篇エウレカセブン ハイエボリューション
There’s No Ending
歌 - RUANN

EUREKA/交響詩篇エウレカセブン ハイエボリューション
Eureka (feat. kojikoji)
歌 - 変態紳士クラブ(TOYʼS FACTORY)

### 挿入歌
交響詩篇エウレカセブン ハイエボリューション1
Acperience 7
Hardfloor
Get it by your hands HI-EVO MIX
HIROSHI WATANABE

ANEMONE/交響詩篇エウレカセブン ハイエボリューション
Ballet Mécanique
歌 - やくしまるえつこ+砂原良徳

EUREKA/交響詩篇エウレカセブン ハイエボリューション
The Strength in Life
HIROSHI WATANABE

## パチンコ・パチスロ
パチンコ
- P交響詩篇エウレカセブン HI-EVOLUTION ZERO（2020年8月、サミー）
- P交響詩篇エウレカセブン ANEMONE（2023年12月、サミー）

パチスロ
- パチスロ交響詩篇エウレカセブン3 HI-EVOLUTION ZERO（2019年12月、サミー）
- パチスロANEMONE 交響詩篇エウレカセブン HI-EVOLUTION（2021年11月、サミー）
- パチスロ交響詩篇エウレカセブン HI-EVOLUTION ZERO TYPE-ART（2023年11月、サミー）
- スマスロ交響詩篇エウレカセブン4 HI-EVOLUTION（2024年5月、サミー）

## Webアニメ
パチスロエウレカセブン3 オリジナルエピソード
ハイエボリューションの前日譚となる3話のショートアニメ。
- 原作 - BONES
- 脚本 - 佐藤大
- 絵コンテ監修　- 京田知己
- 絵コンテ・演出 - 安井貴司
- キャラクターデザイン - 吉田健一
- メインメカニックデザイン - 河森正治
- コンセプトデザイン - 宮武一貴
- デザインワークス - 武半慎吾、永井一男、出渕裕、齋藤将嗣、柳瀬敬之、コヤマシゲト、中田栄治
- モニターデザイン - 佐山善則
- SF設定考証 - 森田繁（スタジオぬえ）
- キャラクター作画監督 - 倉島亜由美
- メカニック作画監督協力 - 阿部慎吾
- 美術監督 - 青井孝
- 動画監督 - 岩長幸一
- 色彩設計 - 水田信子
- 色設定・検査 - 望月順子
- 特殊効果 - 星美弥子
- 撮影監督 - 堀越弘伸
- 音楽 - 佐藤直紀
- 音楽製作 - FACE MUSIC、荒木浩三
- 音響監督 - 若林和弘
- 音響効果 - 倉橋静男（サウンドボックス）、三井友和
- 音響製作 - ビアレスガーベラ、槙潤
- アニメーション製作 - ボンズ
- 協力 - サミー

| タイトル                   | 配信日         |
| -------------------------- | -------------- |
| オリジナルエピソード Vol.1 | 2020年 1月17日 |
| オリジナルエピソード Vol.2 | 1月24日        |
| オリジナルエピソード Vol.3 | 1月31日        |